# Smermisia
Smermisia Simon, 1894 è un genere di ragni appartenente alla famiglia Linyphiidae.

## Distribuzione
Le cinque specie oggi attribuite a questo genere sono state rinvenute in Sud America.

## Tassonomia
A giugno 2012, si compone di cinque specie:
- Smermisia caracasana Simon, 1894[3] — Venezuela
- Smermisia esperanzae (Tullgren, 1901)[4] — Cile
- Smermisia holdridgi Miller, 2007 — Costa Rica
- Smermisia parvoris Miller, 2007 — Brasile, Argentina
- Smermisia vicosana (Bishop & Crosby, 1938)[5] — Brasile, Argentina

### Specie trasferite
- Smermisia barbata Tullgren, 1901; trasferita al genere Notiomaso Banks, 1914[1]
- Smermisia nigrocapitata Tullgren, 1901; trasferita al genere Notiomaso Banks, 1914[1]
- Smermisia tullgreni Simon, 1903; trasferita al genere Notiomaso Banks, 1914[1]